# Horst Hayer
Horst Hayer (* 20. September 1953 in Stuttgart) ist ein ehemaliger deutscher Fußballspieler.

## Karriere
Horst Hayer begann mit dem Fußballspielen in der Jugend des VfB Stuttgart, wo er den Sprung in die Amateurmannschaft des Vereins schaffte und danach zum 1. FC Normannia Gmünd wechselte. Eine Spielzeit gab Hayer sein Profidebüt im Trikot des 1. SC Göttingen 05  in der 2. Fußball-Bundesliga Nord, in der Südstaffel folgten mit dem FV 04 Würzburg und den Stuttgarter Kickers weitere Stationen. Ein Kreuzbandriss und Meniskusschaden in dieser Zeit verhinderte einen Wechsel in die Fußball-Bundesliga zum VfB Stuttgart. Nach seiner Zweitligazeit spielte der gebürtige Stuttgarter für den TuS Ergenzingen.